# Grauspitz
Il Grauspitz (2599 m s.l.m.), detto anche Vorder Grauspitz, è una montagna della Catena del Reticone, sottosezione delle Alpi Retiche occidentali, la più alta del Liechtenstein.

## Descrizione
Si trova lungo il confine tra Liechtenstein e Svizzera ed orograficamente appartiene alle Alpi Retiche occidentali.